# Tillandsia jenmanii
Tillandsia jenmanii là một loài thực vật có hoa trong họ Bromeliaceae. Loài này được Baker mô tả khoa học đầu tiên năm 1887.